# Xiuhtecuhtli
Xiuhtecuhtli (nahuatl: "Gospodar tirkizne [godine]") također zvan Huehueteotl ili Stari Bog, astečki bog vatre, za kojeg se smatra da je stvoritelj svega života. "Stari Bog" je odraz njegove relativne starosti u astečkom panteonu. Zajedno s Chantico, njegovim ženskim dvojnikom, za Xiuhtecuhtli se vjerovalo da predstavlja božanskog stvoritelja, Ometecuhtlija.
Jedna od važnih dužnosti astečkog svećenika bila je usredotočena na održavanje svete vatre, osiguravajući da ona neprestano gori. Nova vatra obredno je paljena prilikom posvete novih zgrada. Dva festivala Xiuhtecuhtlija podudaraju se s dva ekstrema u klimatološkom ciklusu, vrućinom u kolovozu i hladnoćom u siječnju. Jednom svake 52 godine, na kraju potpunog ciklusa u kalendaru Asteka, vatra se ceremonijalno prenosila prvo iz hrama u hram, a zatim iz hramova u domove.
Bog vatre pojavljuje se u raznim prikazima i licima, od kojih ga jedno prikazuje kao krezubog starca pognutih leđa koji na glavi nosi golemu žeravnicu. Njegov znak bio je Xiuhcóatl, ili vatrena zmija, koju karakterizira nos od roga, ukrašen sa sedam zvijezda.